# 敬顕儁
敬 顕儁（けい けんしゅん、生没年不詳）は、中国の北魏末から北斉にかけての官僚・軍人。字は孝英。本貫は平陽郡泰平県。

## 経歴
若くして義侠の風があり、豪傑と交友を結んだ。奉朝請を初任とし、羽林監となった。晋州別駕となり、泰平県開国子の爵位を受けた。普泰元年（531年）、高歓が信都で起兵するのに従い、行台倉部郎中となった。鄴に対する攻撃に参加し、土山の築造にあたって、功績により、永安県侯に封じられた。車騎将軍・度支尚書に任じられ、高歓の下で爾朱兆らを討ち、都官尚書に転じた。汾州刺史や晋州刺史を歴任し、高歓の下で宇文泰とも戦った。燕地で農民の反乱が起こると、これの鎮圧にあたった。儀同三司の位を受け、潁州刺史に任じられた。興和2年（540年）、潁川郡長社県の禅静寺に七層の仏塔を建設した。後に青州刺史に転じた。武定6年（548年）、侯景が長江を渡ると、顕儁は斛律平の下で寿陽・宿預の30城あまりを落とし、淮南を平定した。三江口の地を攻略し、多くの城戍を築いた。北斉の天保4年（553年）12月に梁の東方白額がひそかに宿豫に入ると、翌年2月に顕儁は段韶の下で宿豫を攻撃した。梁の厳超達らの軍が涇州に迫り、陳霸先が広陵を攻撃しようとし、尹令思が盱眙を襲撃しようと図ったため、段韶は顕儁を宿豫の包囲にとどめて、自らは涇州に向かった。段韶が宿豫に軍を返すと、東方白額は宿豫を開城した。河清年間に顕儁は兗州刺史として死去した。
子に敬長瑜があり、広陵郡太守となった。

## 伝記資料
- 『北斉書』巻26 列伝第18
- 『北史』巻55 列伝第43
- 禅静寺刹前銘敬史君之碑（敬史君碑）